# Notting Hill
Notting Hill è un quartiere residenziale di Londra, appartenente alla municipalità del Borgo reale di Kensington e Chelsea. 
È situato nella parte occidentale della prima fascia urbana e, a partire dalla fine degli anni novanta del Novecento, è diventato un’area residenziale particolarmente richiesta ed esclusiva.
L'area è nota anche per la sua vocazione turistica poiché ospita la celebre Portobello Road, con il suo caratteristico mercato dell'usato e il festoso Carnevale Caraibico che si svolge annualmente nell'ultima settimana di agosto.

## Storia

### Le origini
Posta in una zona semicollinare, in origine l'area era un territorio rurale appartenente al Middlesex la cui etimologia toponomastica deriverebbe da alcune lettere patenti risalenti al 1356 che menzionano la collina di Knottynghull, ovvero un toponimo probabilmente derivante da un castello che sorgeva nelle vicinanze denominato Knotting-Bernes e in seguito Nutting-barns. A sua volta, l’origine del toponimo knotting deriverebbe dall’antico nome maschile sassone Cnotta.

### Potteries and piggeries

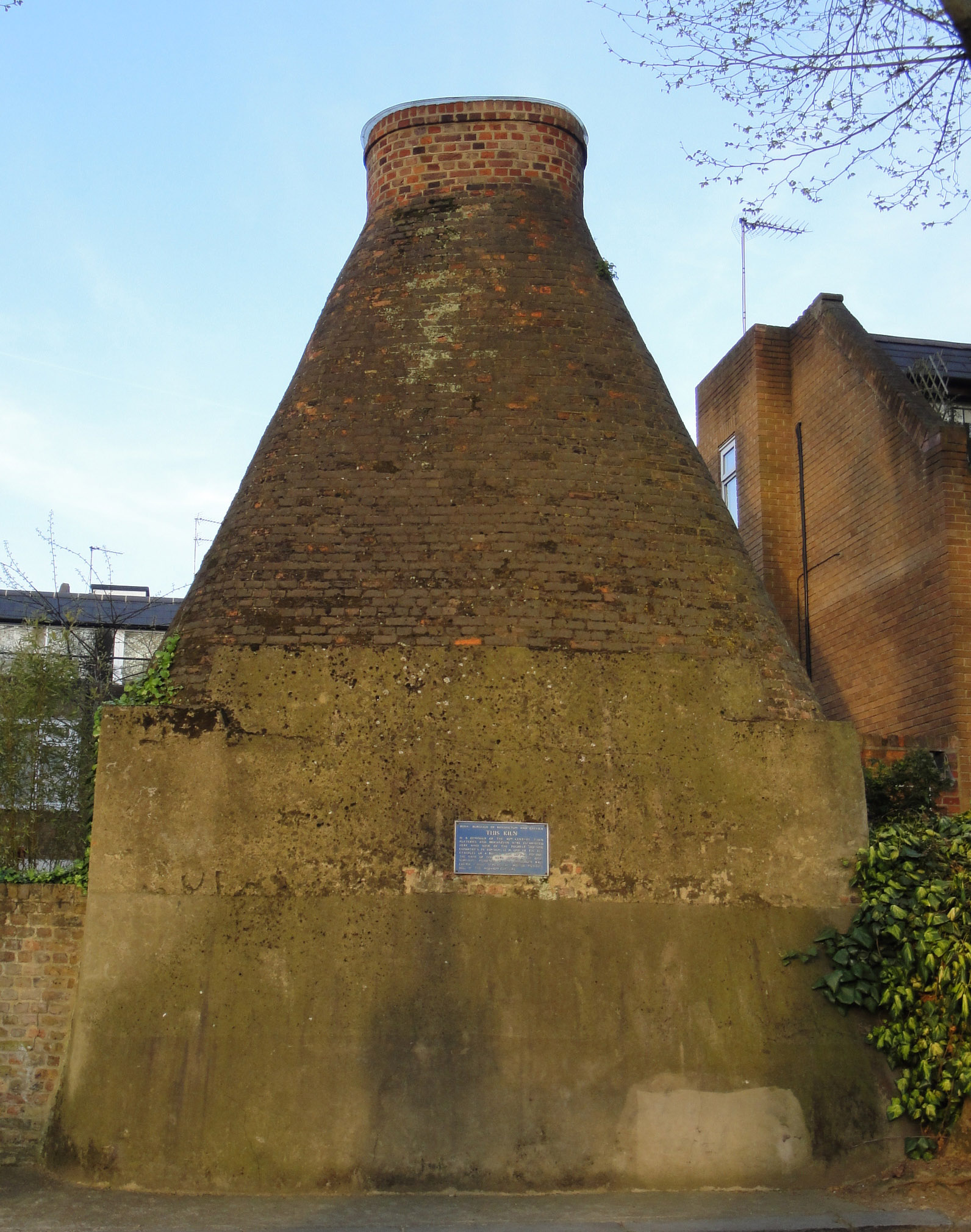
Una delle ciminiere di una vecchia fornace di mattoni in Walmer Road

L’area di Notting Hill è da sempre caratterizzata da un terreno argilloso, elemento che agli inizi dell’Ottocento favorì il massiccio insediamento di cave e di fornaci di mattoni e vasellame in coccio. Tuttavia essendo anche una zona rurale da secoli, Notting Hill fu altresì nota per la presenza di molti cascinali di allevatori di suini a tal punto da diventare un'area identificata come potteries and piggeries; un retaggio di quest'eredità storica sono ancora oggi Pottery Lane, una caratteristica via del quartiere, nonché la ciminiera superstite di Walmer Road.

### L'espansione ottocentesca

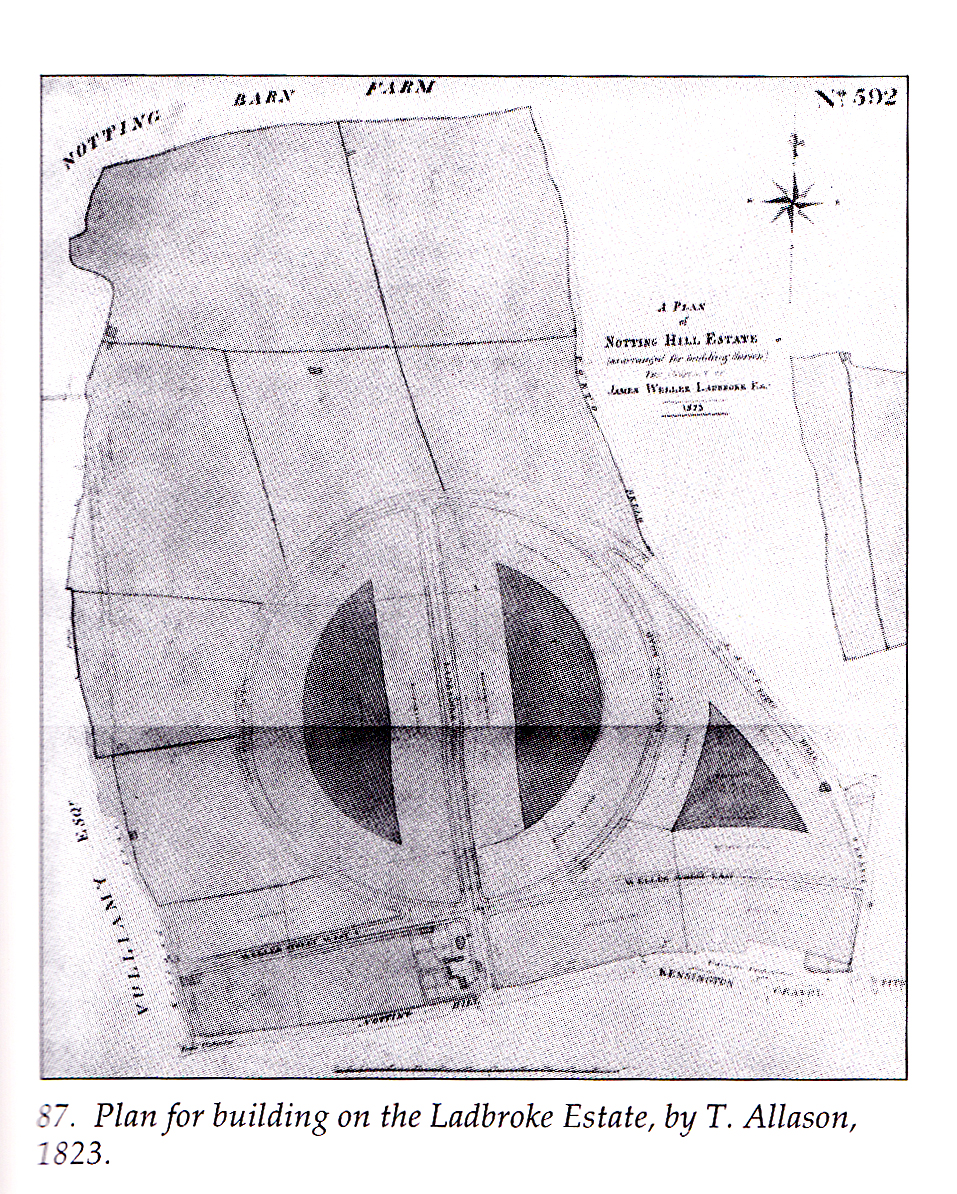
Il piano regolatore di Thomas Allason del 1823

L’area di Notting Hill vide l’espandersi del tessuto urbano a partire dagli anni venti dell’Ottocento per volere delle famiglie Norland e Ladbroke, ovvero i principali proprietari terrieri della zona. A James Ladbroke si deve la costruzione dei primi isolati di case edoardiane progettate dall’architetto Thomas Allason, autore anche di un primo piano regolatore della zona, che prevedeva un profondo risanamento dell’area ormai disseminata di cave d’argilla abbandonate divenute discariche a cielo aperto.
Egli dapprima progettò una grande piazza circolare da cui sarebbe dovuta partire una raggiera di strade per i nuovi quartieri residenziali sul modello dei grandi viali parigini; tuttavia in seguito il progetto venne accantonato a favore di una soluzione più tradizionale ridisegnata dallo stesso Allason nel 1824, dove Ladbroke Grove divenne l’asse viario principale dei quartieri residenziali di Notting Hill, arricchiti da svariati crescent, ovvero i viali curvi tipici di Londra, da giardini interni e dal Ladbroke Garden nell’omonima piazza, che fu per l’epoca il più grande parco privato della città.
Malgrado l’eleganza della nuova zona residenziale caratterizzata da raffinati edifici provvisti di giardini interni, Notting Hill restava pur sempre una zona periferica, pertanto a popolare la nuova area urbana non fu la nobiltà, che preferì continuare a risiedere negli aristocratici distretti centrali di Belgravia, Mayfair e Marylebone, bensì la borghesia emergente ed esponenti dell’arte e della letteratura, che in Notting Hill trovarono il quartiere adatto per vivere come la nobiltà del centro ma a prezzi più accessibili.

### L'immigrazione afroamericana e caraibica
A partire dai primi decenni del Novecento, nonostante la costante espansione dei nuovi ed eleganti isolati di abitazioni in stucco bianco e l'apertura dell'omonima stazione della metropolitana nel 1868, Notting Hill stentava ad affermarsi come area residenziale di prestigio e, contestualmente, iniziò a ospitare le prime comunità di afroamericani provenienti dalle colonie inglesi caraibiche.
Essi si stabilirono in zone al limitare dei nuovi isolati progettati da Allason, prevalentemente in modeste abitazioni affittate a prezzi accessibili e sovente ricavate da vecchi fabbricati che ospitavano in precedenza scuderie, magazzini o fornaci di mattoni. Fu proprio per ravvivare i toni spenti di questi edifici che i nuovi occupanti iniziarono a tinteggiare le facciate e i portoni con colori sgargianti tipici dei loro luoghi di origine, così da diventare presto la caratteristica prettamente tipica e predominante di Notting Hill e che oggi ancora contraddistingue fortemente l'area.
Una delle prime strade a diventare così variopinta fu proprio la celebre Portobello Road, di fatto una semplice via secondaria di modeste abitazioni come moltissime altre, dove hanno vissuto per decenni centinaia di famiglie di immigrati caraibici, ma che con il tempo è divenuta la principale attrazione della zona, nonché una della maggiori vie commerciali a ospitare svariati negozi e il settimanale mercato dell’usato con numerose bancarelle che vi si svolge dal 1857.

### Gli scontri e iRace Riots
A inizio Novecento Notting Hill era diventata una zona decisamente multietnica e popolosa ma, seppur compresa nel prestigioso quartiere di Kensington, non era ancora considerata un'area sicura.
Effettivamente il suo tessuto urbano appariva eterogeneo e la convivenza con le nuove etnie talvolta causava problemi a tal punto che, a partire dagli anni cinquanta, Notting Hill divenne epicentro dei Race Riots, ovvero di una serie di episodi di violenza e intolleranza contro la comunità afroamericana nera che culminarono nell'agosto del 1958 con l’aggressione di Majbritt Morrison, moglie svedese di un giovane imbianchino giamaicano.
I Race Riots di Notting Hill generarono disordini per svariati mesi, con ripetuti attacchi da parte delle famigerate bande di Teddy Boys contro le abitazioni dei migranti afroamericani e caraibici;  tuttavia, a seguito di provvedimenti delle autorità e di alcune centinaia di arresti, i moti si placarono.
In memoria di questo conflitto razziale nacque l’iniziativa del Carnevale Caraibico, che ebbe la sua prima edizione ufficiale nell'agosto del 1965. Contestualmente, migliorarono anche l’integrazione e la qualità di vita degli immigrati residenti nella zona grazie soprattutto al Notting Hill Housing Trust, un ente benefico fondato nel 1963 dal filantropo Bruce Kenrick e che esiste tuttora.

### L'odiernaNotting Hill

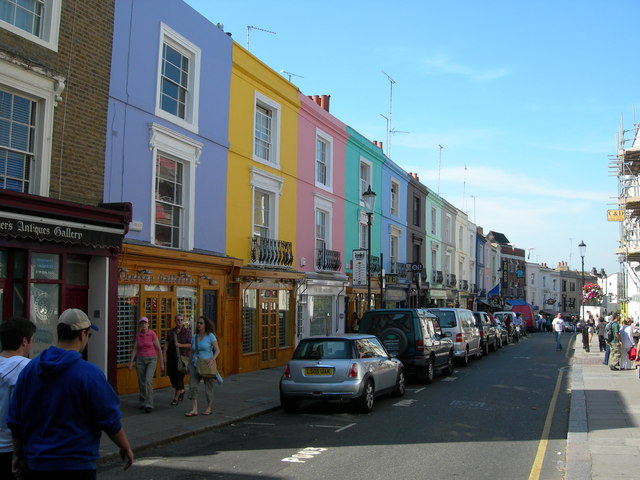
Una veduta di Portobello Road

Ormai affermatasi da tempo come zona residenziale di prestigio, Notting Hill è divenuta con il tempo anche indiscussa meta turistica grazie al coloratissimo Carnevale Caraibico ma anche per le molteplici attività commerciali come pub, ristoranti, librerie, negozi di accessori artigianali, antiquari e rigattieri che fanno parte del celeberrimo mercato di Portobello Road.
Da sempre zona ambita da scrittori e poeti, ancora oggi molte celebrità del mondo della politica e dello spettacolo risiedono in zona, tra cui l’ex Primo Ministro David Cameron, la cantante Annie Lennox, il chitarrista Brian May e svariati altri.

## Il Carnevale Caraibico

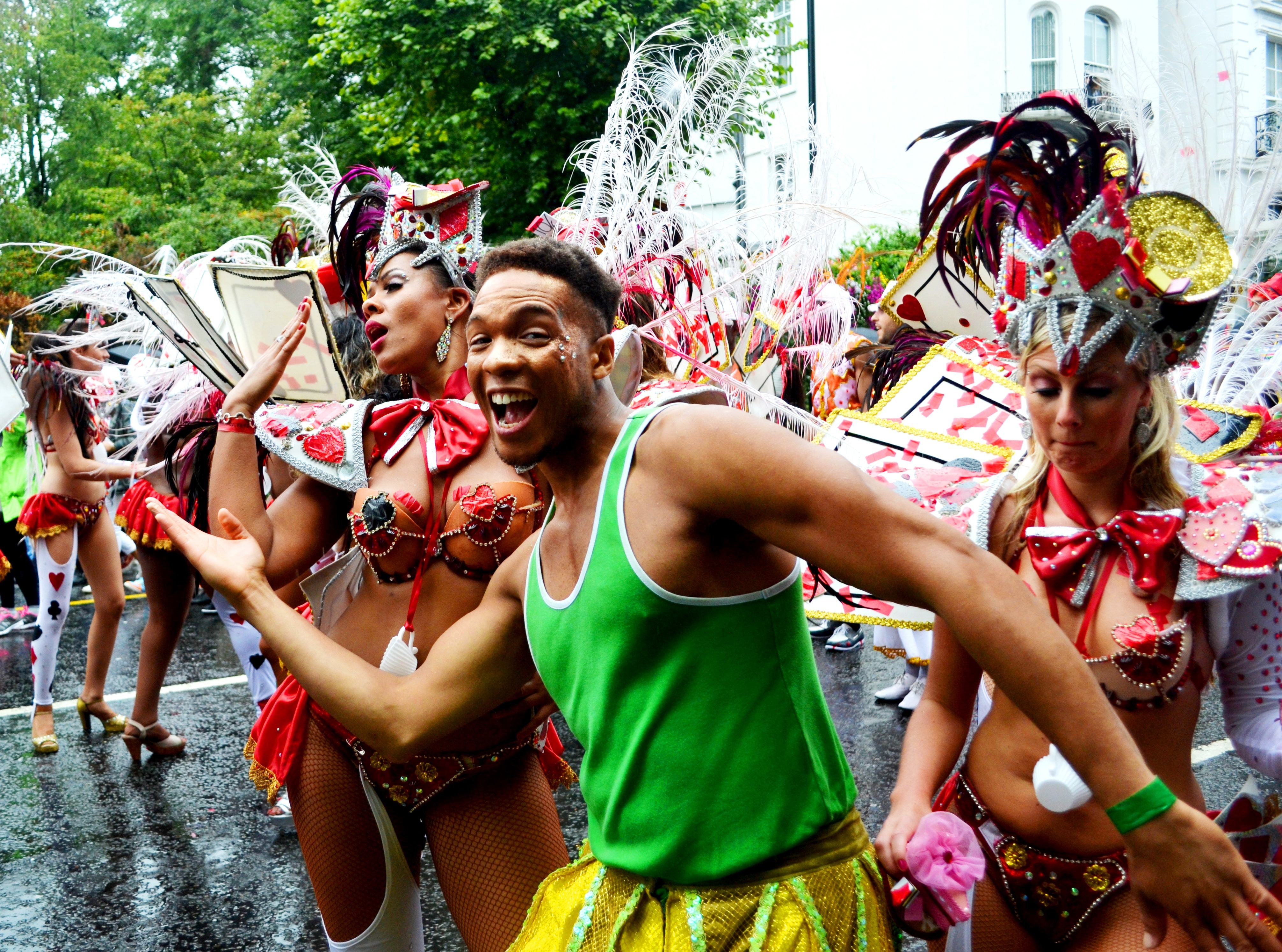
Immagine dell'edizione del Carnevale Caraibico del 2014

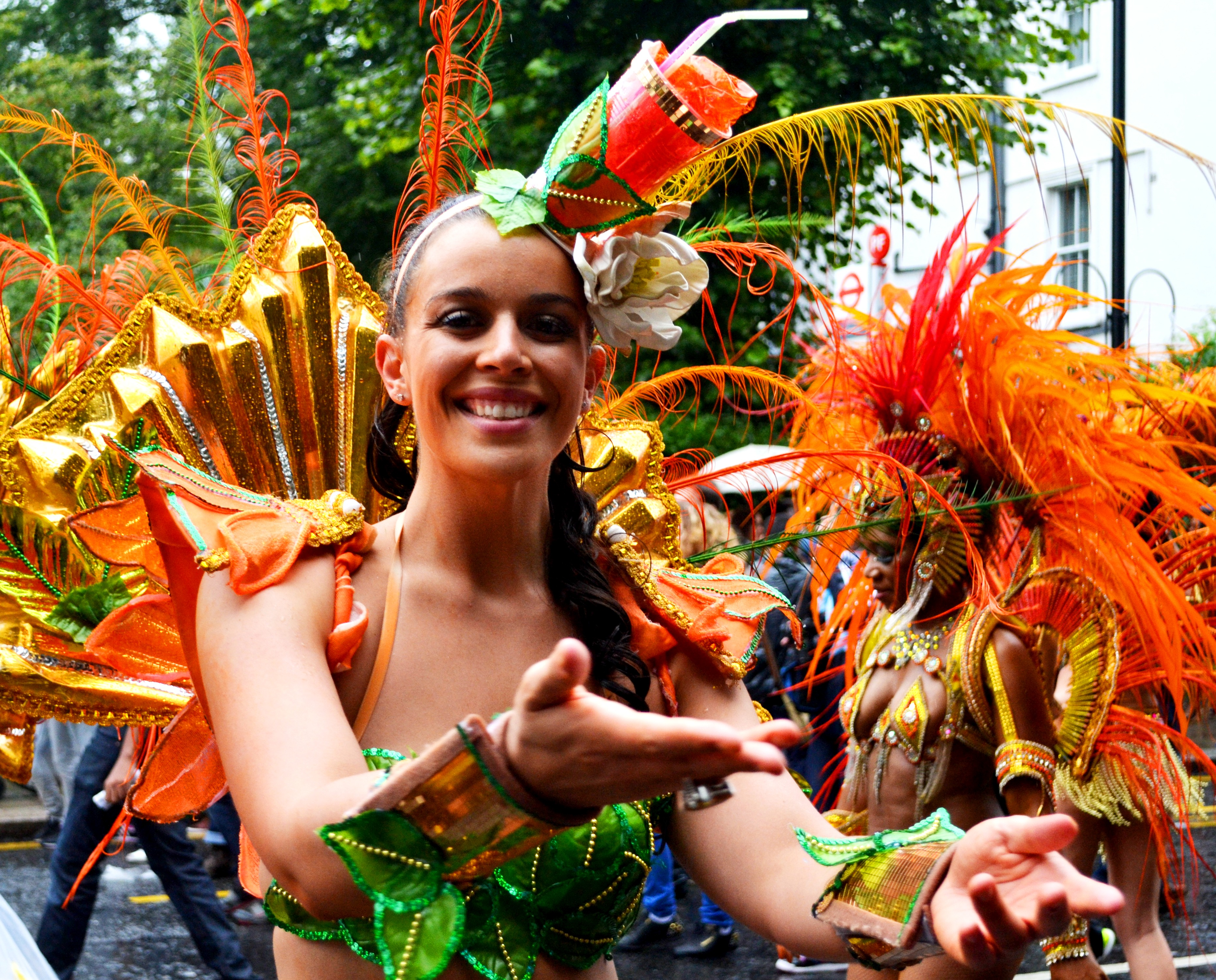
Immagine dell'edizione del Carnevale Caraibico del 2014

Il Carnevale Caraibico di Notting Hill è considerato l'evento tematico mondano più importante del mondo dopo il Carnevale di Rio De Janeiro in termini di affluenza e di esibizioni, nonché il più importante carnevale europeo.
La sua prima edizione ufficiale risale al 1965, su iniziativa di numerosi immigrati afroamericani e caraibici insediati nell’area a partire dagli anni cinquanta del Novecento.
La manifestazione si svolge l'ultima settimana di agosto di ogni anno in memoria dell'evento scatenante dei Race Riots dell'agosto del 1958 ma, allo stesso tempo, si conferma una data favorevole per l'affluenza turistica che assiste a questo importante appuntamento cittadino che dura circa sette giorni, attraendo ogni anno migliaia di persone in strada per assistere alla variopinta sfilata di svariati carri e gruppi danzanti che percorrono le strade a ritmo di musica.

## Caratteristiche topografiche e architettoniche

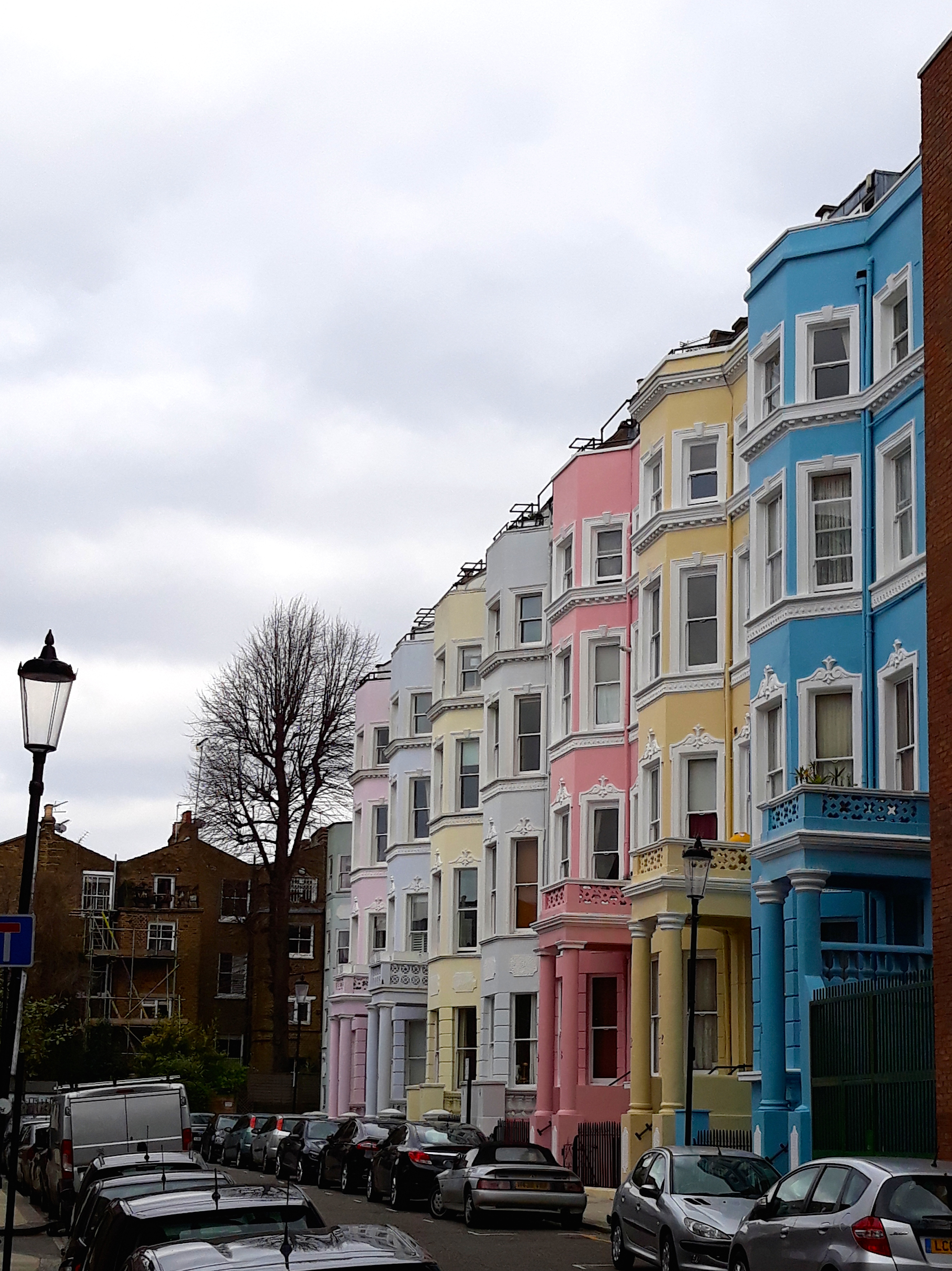
Un suggestivo scorcio di Notting Hill

Notting Hill si estende da Notting Hill Gate, dove svetta la Campden Hill Tower e dov’è anche situata l'omonima stazione della metropolitana servita dalle linee Central, Circle e District, fino a Portobello Road, celebre e coloratissima via commerciale dove si svolge anche il caratteristico mercato dell’usato dal 1857.

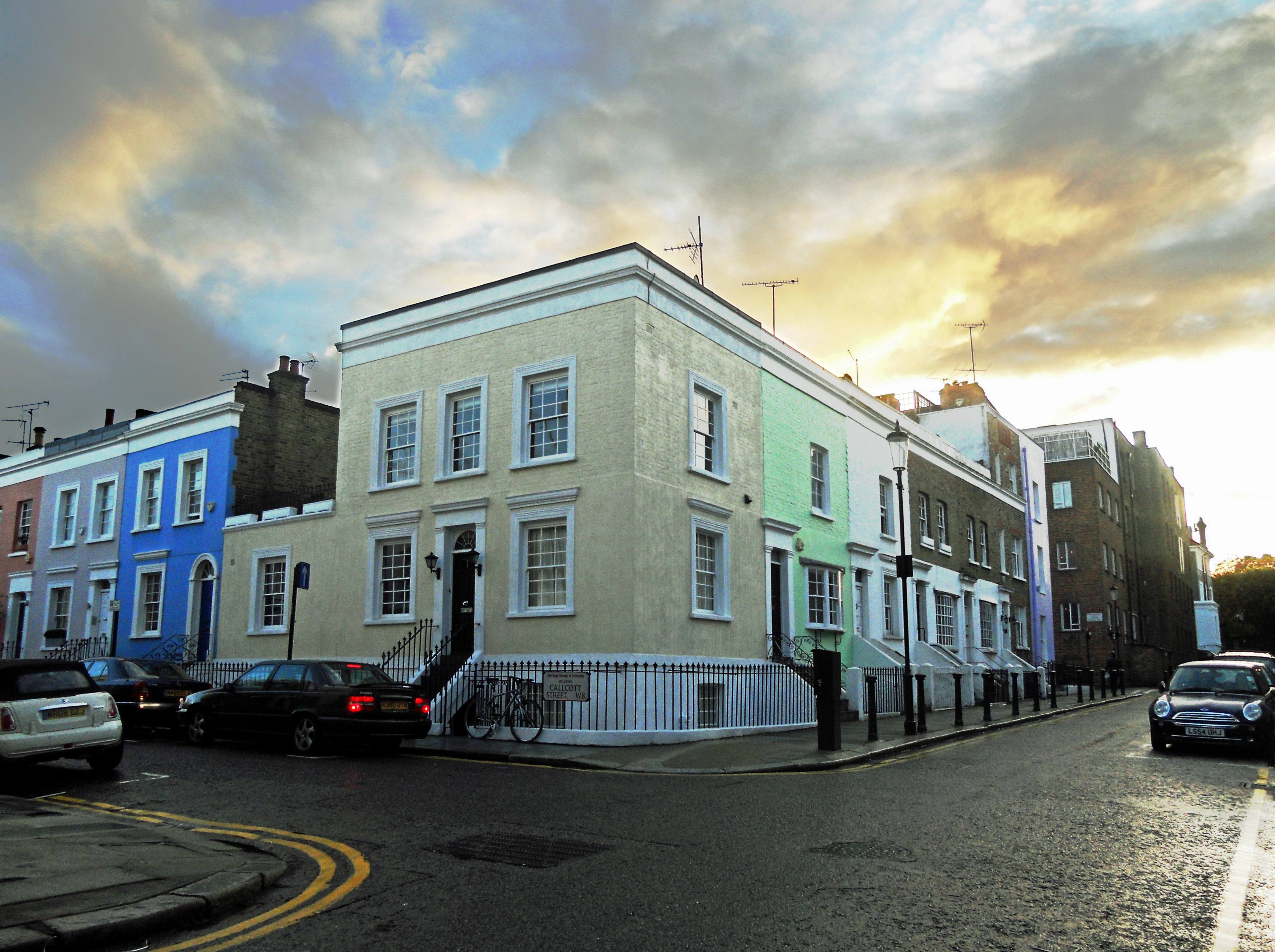
Un suggestivo scorcio di Notting Hill

Tuttavia gli edifici colorati sono presenti un po’ ovunque nella zona e numerose sono le coloratissime vie simili alla più celebre Portobello Road. 
L’archittetura di Notting Hill è molto variegata, coniuga infatti le colorate ma un tempo modeste case delle vie secondarie agli isolati di eleganti ville ed edifici edoardiani in stucco bianco progettate da Allason, nonché alla presenza, seppur minima, di architettura moderna sorta del secondo dopoguerra.

## Notting Hill nella cultura di massa

### Letteratura
Lo scrittore britannico Charles Warren Adams fu forse il primo autore a dedicare un romanzo giallo a Notting Hill, pubblicando il racconto a puntate a partire dal 1865 sul periodico Once a week, intitolato The Notting Hill Mistery.
Gilbert Keith Chesterton vi ambientò Il Napoleone di Notting Hill, un romanzo dove si racconta come il quartiere riuscì a combattere contro gli eserciti dei quartieri confinanti.
Nel romanzo Il mastino dei Baskerville del celebre Arthur Conan Doyle si fa riferimento a Notting Hill per introdurre il misterioso personaggio di Selden, chiamato "l'assassino di Notting Hill".

### Cinema

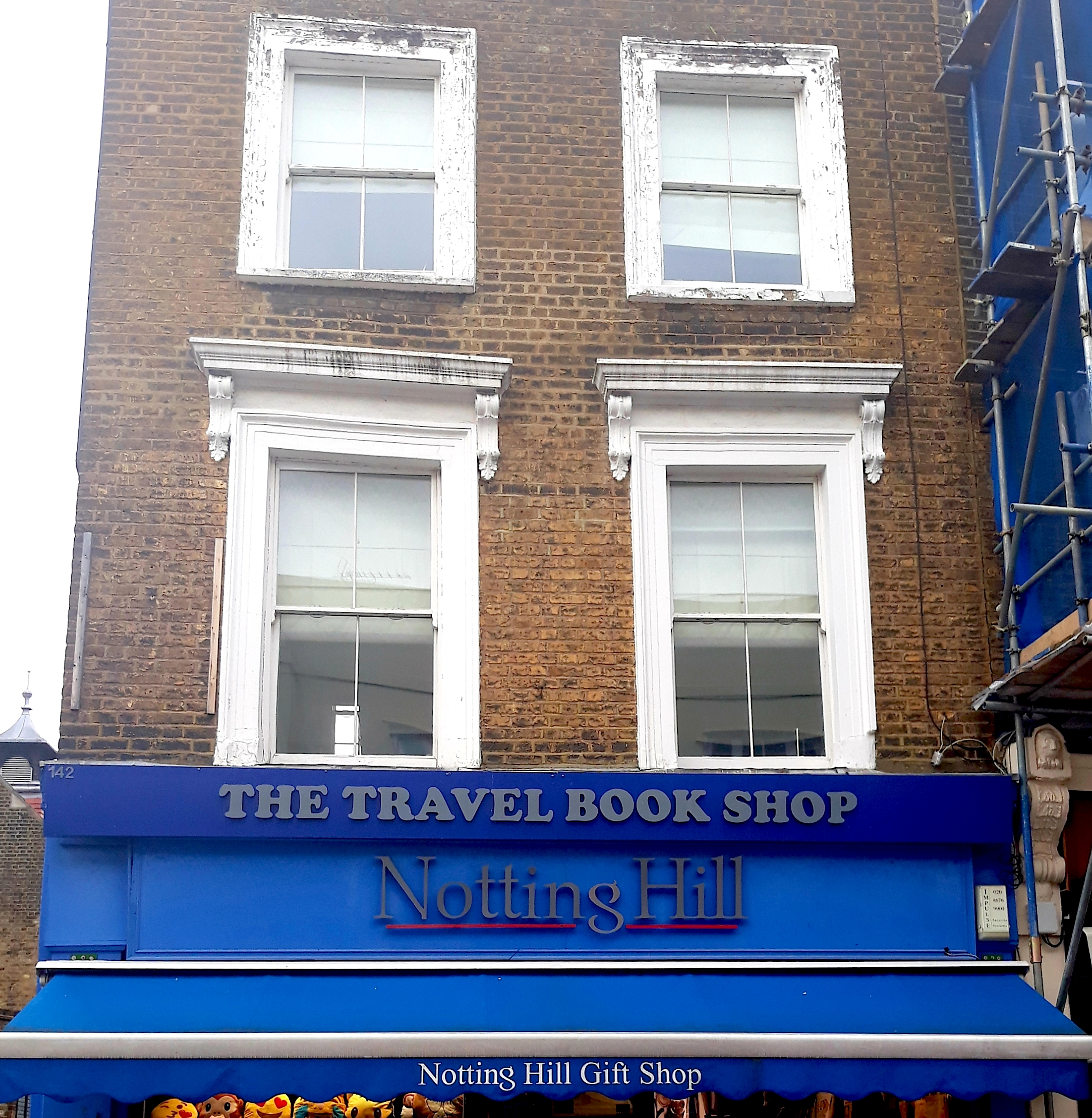
Il negozio protagonista del film Notting Hill con l'insegna originale

A Notting Hill è ambientato l'omonimo film sentimentale del 1999 con Julia Roberts e Hugh Grant, in cui il protagonista gestisce una caratteristica libreria collocata in Portobello Road. Il negozio dove è stato ambientato parte del film è tuttora visibile in Portobello Road e conserva l'insegna originale del film che reca scritto "THE TRAVEL BOOK SHOP", anche se in realtà è un negozio di articoli turistici; il suo nome deriva da un negozio analogo tuttora esistente poco distante, al 13-15 di Blenheim Crescent.

### Musica
Nel 2019 il gruppo musicale italiano Pop X pubblica l'album Notihng Hill, storpiatura del nome del distretto londinese.